# Сванидзе, Николай Карлович
Никола́й Ка́рлович Свани́дзе (груз. ნიკოლაი კარლოვიჩ სვანიძე; 2 апреля 1955, Москва, РСФСР, СССР — 11 сентября 2024, Москва, Россия) — советский и российский журналист, политический обозреватель, медиаменеджер, общественный деятель, ведущий ряда программ на российском телевидении и радио, автор документальных фильмов и книг о российской истории.
Преподаватель Московского института телевидения и радиовещания «Останкино» и Российского государственного гуманитарного университета. Член бюро Союза журналистов Москвы. Член Общественной палаты Российской Федерации (2005—2014). С 2009 года до ликвидации комиссии в 2012 году — член Комиссии по противодействию попыткам фальсификации истории в ущерб интересам России. Входил в Совет по правам человека (2012—2022). Являлся членом Российского еврейского конгресса.

## Биография
Родился 2 апреля 1955 года в Москве в грузино-еврейской семье. Назван в честь деда — партийного деятеля ВКП(б) Николая Самсоновича Сванидзе. Бабушка Николая Сванидзе по отцовской линии — Циля Исааковна Лускина — с 1916 года была членом партии большевиков, работала в женотделе. По словам Николая, она ненавидела Сталина. Мать Николая Сванидзе — Аделаида Анатольевна Сванидзе, историк-медиевист. Сам Николай в 2006 году снялся в телесериале «Жена Сталина», сыграв роль Алёши Сванидзе, брата первой жены Иосифа Сталина, Като Сванидзе.
Окончил 56-ю московскую специализированную школу с углублённым изучением английского языка. В 1977 году окончил исторический факультет МГУ им. М. В. Ломоносова по специальности «историк, преподаватель истории со знанием иностранного языка». Учился на одном курсе с Михаилом Осокиным, на соседних курсах — с Еленой Гагариной и Владимиром Кара-Мурзой — старшим.
С 1977 по 1990 год работал младшим научным сотрудником в Институте США и Канады АН СССР. В 1990—1991 годах был преподавателем кафедры всеобщей истории Московского государственного историко-архивного института, читал курс по истории Нового времени стран Западной Европы. Планируя продолжать развиваться в научно-преподавательской сфере, занимался в тот период подготовкой кандидатской диссертации, но прервал ее написание после принятия приглашения от Евгения Киселёва перейти на готовящееся к запуску Российское телевидение.
С 2007 года возглавлял кафедру журналистики факультета журналистики РГГУ, читал курсы лекций «Информационно-аналитическая журналистика», «Журналистика глазами журналиста». С 2010 по декабрь 2022 года был директором Института массмедиа и рекламы РГГУ.

#### Работа на телевидении и радио
Работал на российском телевидении с 1991 года. В 1991—1994 годах работал в информационной программе «Вести», сначала — как редактор и аналитик, затем с 1992 года — как закадровый политический обозреватель / комментатор. Вёл на РТР программы «Подробности» (с 1994 года, до 1995 года — вместе с Сергеем Доренко), «Лицом к России», «Контрасты». С апреля 1996 года по ноябрь 2007 года был на том же канале автором и ведущим еженедельной аналитической программы «Зеркало». 

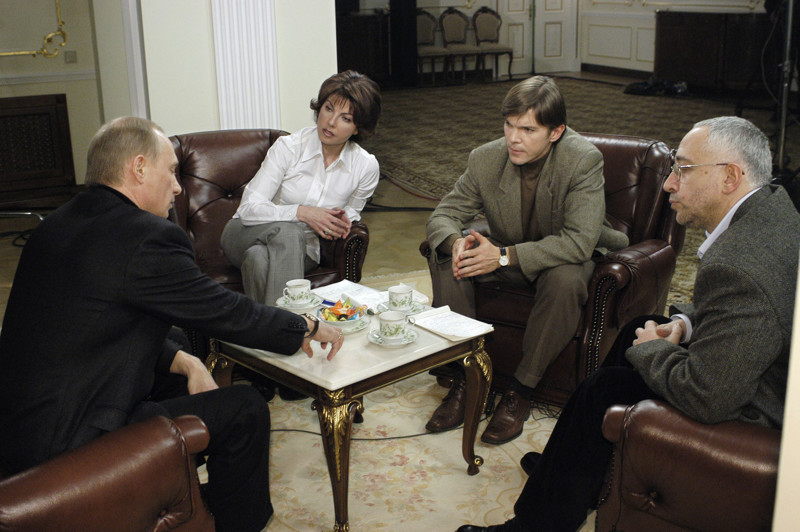
Николай Сванидзе, Кирилл Клеймёнов и Татьяна Миткова берут интервью у Владимира Путина. 2004

С марта 1996 года являлся заместителем директора Дирекции информационных программ и руководителем студии информационно-аналитических программ телеканала «РТР». С ноября 1996 года был директором Дирекции информационно-политических программ ВГТРК. С июля 1996 года — заместитель председателя, а с 10 февраля 1997 по 21 мая 1998 года — председатель ВГТРК. Сванидзе объяснял свою отставку с поста председателя ВГТРК желанием работать журналистом, а не администратором. По одной из версий, причиной отставки стали разногласия Сванидзе с действующим на тот момент председателем Правительства России Сергеем Кириенко.
Впоследствии Николай Сванидзе стал автором и ведущим цикла исторических телевизионных программ и телефильмов. С октября 2003 по апрель 2013 года — автор и ведущий цикла документальных передач об истории России «Исторические хроники с Николаем Сванидзе» на канале «Россия»; с 3 января 2015 по 26 апреля 2017 года радиоверсия проекта выходила на радиостанции «Комсомольская правда». Выступал соведущим телепередач «Суд времени» (на «Пятом канале» с 2010 по январь 2011 года) и «Исторический процесс» (на канале «Россия-1» с августа 2011 по июнь 2012 года). 
С апреля по сентябрь 2002 года был ведущим программы «Клуб сенаторов» на «РТР», где общался с членами Совета Федерации РФ.

В паре с Марией Ситтель в прямом эфире «Первого канала» и «России» комментировал церемонию прощания с первым президентом Российской Федерации Борисом Ельциным 25 апреля 2007 года.

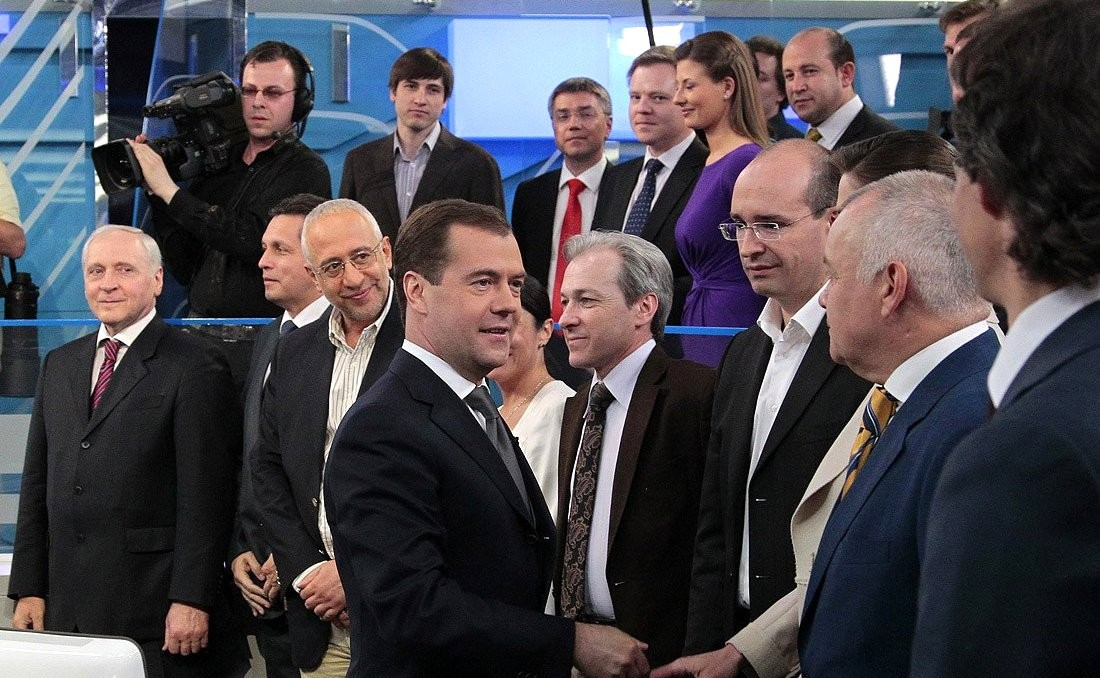
Николай Сванидзе на встрече коллектива телеканала «Россия-1» с Дмитрием Медведевым. 2011

С 23 января 2009 по 28 апреля 2011 года и с 7 июня по 27 декабря 2013 года был автором и ведущим идейного наследника «Зеркала» — программы «Красный угол», которую вёл совместно с Александром Ципко и Максимом Соколовым, позднее — с Виталием Милоновым. Передача выходила на информационном канале «Вести» (позже — «Россия-24»). С 23 марта по 28 декабря 2016 года вёл авторскую передачу «Реплика Николая Сванидзе» на том же канале. С 24 января 2018 по 19 февраля 2022 года был автором и ведущим цикла коротких программ «100 лет назад. Исторический календарь».
С ноября 2013 по январь 2022 года работал на радиостанции «Серебряный дождь». Вёл программы: «Тема дня за 60 секунд» (2013—2022), «История в лицах» (2015—2020), «Главные темы недели» (2015—2017), «События недели» (2018—2020).
30 января 2018 года в эфире радио «Комсомольская правда» Николай Сванидзе вступил в спор с Максимом Шевченко об ответственности Иосифа Сталина за поражения Красной армии в начале Великой Отечественной войны. В ходе спора Сванидзе выразил желание ударить Шевченко, тот предложил оппоненту это сделать. Николай дал ему пощёчину, и Максим несколькими ударами свалил его на пол студии.
С 2004 года — постоянный участник программы «Особое мнение» на радиостанции «Эхо Москвы», был им вплоть до закрытия станции в начале 2022 года, после чего с 14 марта 2022 по 3 февраля 2023 года продолжал сотрудничать с этой программой в рамках YouTube-канала «Живой гвоздь». В период с августа 2023 по февраль 2024 года под псевдонимом «Никита Гусев» (был раскрыт после смерти журналиста) написал четыре авторских материала специально для издания «Новая газета Европа».

## Болезнь и смерть
В конце декабря 2022 года состояние здоровья Николая Сванидзе стало ухудшаться. В начале февраля 2023 года он был госпитализирован с тяжелейшей пневмонией. Врачи также подтвердили у Сванидзе ишемию головного мозга.
Скончался вечером 11 сентября 2024 года в своей квартире в Москве от повторной пневмонии.

## Семья
- Дед — Николай Самсонович Сванидзе (1895—1937), советский государственный и партийный деятель.
- Отец — Карл Николаевич Сванидзе (1924—2011)[51], заместитель главного редактора Издательства политической литературы ЦК КПСС (Политиздата).
- Мать — Аделаида Анатольевна Сванидзе (1929—2016)[52][53], историк-медиевист, специалист по Скандинавии, преподавала в МГУ и РГГУ.
- Жена — Марина Сергеевна Жукова, журналистка, главный редактор телепрограммы «Зеркало», внучка Зинаиды Васильевны Ершовой[54][55][56].
- Дядя (двоюродный брат отца) — Александр Иванович Анчишкин, экономист, академик АН СССР.
- Сын[57] — Андрей, юрист по образованию[17].

## Общественно-политическая деятельность

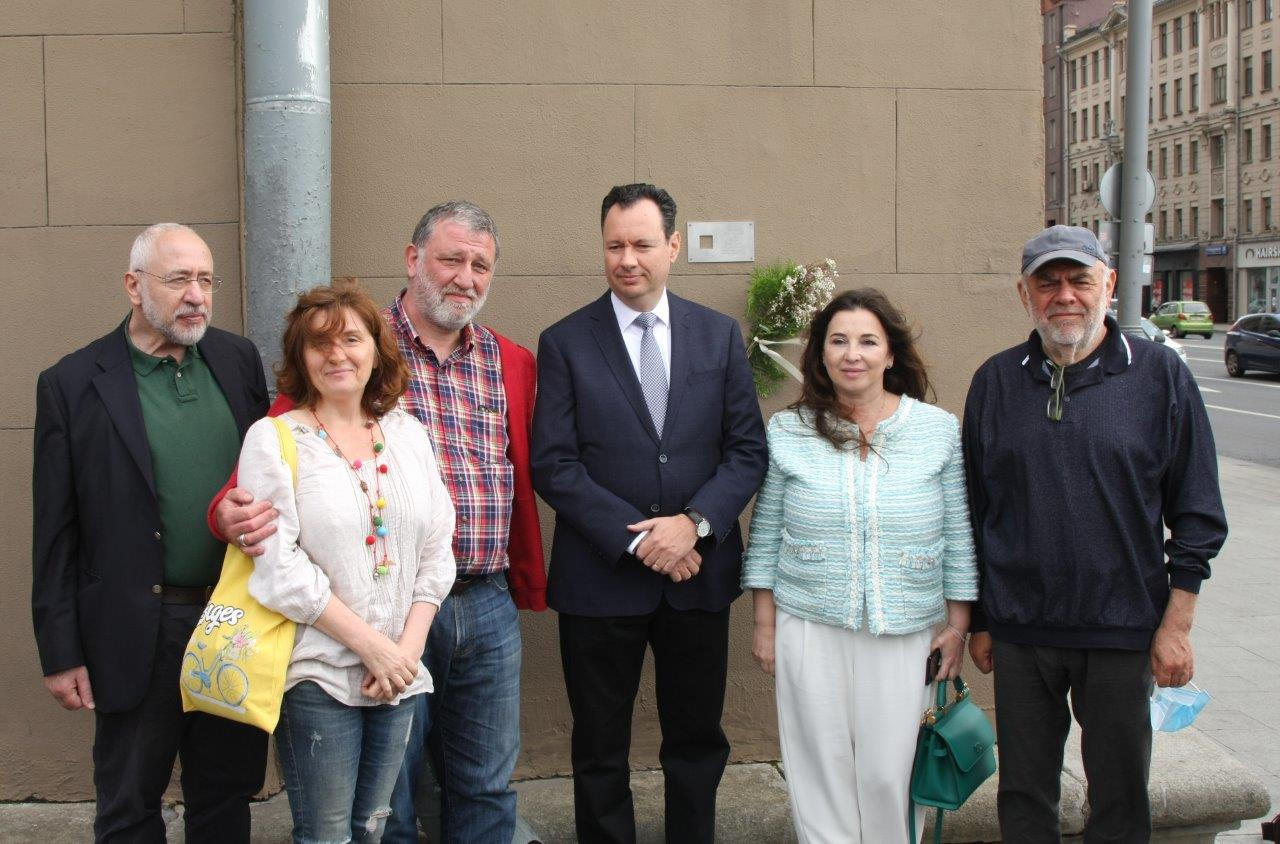
Николай Сванидзе на церемонии установки мемориального знака «Последний адрес» памяти еврейского поэта Переца Маркиша. 2020

Как утверждал сам Сванидзе, членом КПСС он никогда не являлся.
В ноябре 2008 года принимал участие в создании партии «Правое дело».
С ноября 2005 по май 2014 года — член Общественной палаты Российской Федерации, в составе Комиссии по коммуникациям, информационной политике и свободе слова в средствах массовой информации. Должности в ОП Российской Федерации — член Совета Общественной палаты Российской Федерации, председатель комиссии Общественной палаты по межнациональным отношениям и свободе совести, член межкомиссионной рабочей группы по международной деятельности Общественной палаты, член комиссии Общественной палаты по общественному контролю за деятельностью правоохранительных органов и реформированием судебно-правовой системы с правом совещательного голоса.
В 2010 году был одним из организаторов общественной кампании против учебного пособия докторов исторических наук, профессоров исторического факультета МГУ А. С. Барсенкова и А. И. Вдовина «История России. 1917—2009».
Выступал за демонтаж памятников Ленину на всей территории России.
В июне 2018 года вошёл в экспертный совет «Партии перемен», которую пытались создать на основе «Гражданской инициативы» Ксения Собчак и Дмитрий Гудков после выборов Президента.
В феврале 2022 года выступил против вторжения России в Украину.
В августе 2022 года совместно с рядом российских правозащитников и учёных подписал открытое письмо президенту России Владимиру Путину, предложив ему содействовать отмене смертной казни в самопровозглашённой ДНР.
С 2012 года входил в Совет по правам человека. В ноябре 2022 года был исключён из него по решению президента Путина.

## Критика
Генерал-майор КГБ СССР в отставке Юрий Дроздов отметил, что он с интересом смотрел передачу «Суд времени» с участием Николая Сванидзе, который, по мнению Дроздова, «регулярно нарочно умалчивает о важных фактах, ну а если собеседник ему о них напоминает, то он его быстро обрывает». По его мнению, Сванидзе в этой передаче демонстрировал «принцип выборочной памяти в отношении истории», а также «глубину работы американцев по осуществлению операции влияния на противную сторону». При этом Ю. И. Дроздов пояснил, что в США разработана «очень интересная система влияния на большие людские массивы, для того чтобы убедить их принять американскую точку зрения по тому или иному поводу».
Фрагмент из «итоговой» передачи «Суд времени»:

Сванидзе: …Я знаю множество фронтовиков, ныне уже знал. Ныне уже в значительном большинстве, к сожалению, ушедших из жизни. Потому что этим людям уже, тем, кто жив, очень много лет. Которые вспоминают войну, как лучший период своей жизни. Мы это с Вами знаем прекрасно, Владимир Валентинович. Вы не будете спорить?
Меньшов: Нет, я не знаю! Я знаю, что те, кто воевали, те не вспоминают войну!..

В мае 2015 года в интернет-издании «The Insider» были опубликованы комментарии Андрея Зубова и Николая Сванидзе, разоблачающие «7 главных мифов о войне». Военный историк Григорий Пернавский резко раскритиковал и Зубова, и Сванидзе, назвав их пропагандистами, которые сами выдумывают мифы и сами же разоблачают.
Оценивая роль Сванидзе в освещении избирательной кампании 1999—2000 годах в России, кандидаты филологических наук и доценты кафедры периодической печати факультета журналистики МГУ Л. О. Реснянская и Е. А. Воинова и филолог О. И. Хвостунова отмечали: 

Для подогрева настроений и стимуляции активности избирателей использовались две безотказные пока ещё в России технологии — компромат и мифотворчество, или изгнание дьявола и создание бога. Роль ударных сил в информационной накачке граждан отводилась так называемым аналитическим, авторским программам общенациональных каналов. «Гладиаторы» С. Доренко и Н. Сванидзе («ОРТ» и «РТР») против другого гладиатора Е. Киселёва («НТВ») сыграли в не ими написанном сценарии «плохих» и «хороших» парней, прикрывая в виртуальном пространстве схватку и торг за доминирование в политэкономической сфере недоделивших собственность элит и «выпуская пар» недовольства властью.

## Награды
- Орден «За личное мужество» (17 января 1994) — за мужество и самоотверженность, проявленные при исполнении профессионального долга в условиях, сопряжённых с риском для жизни[77]
- Орден Почёта (14 мая 2001) — за большой вклад в развитие российского телевидения и радиовещания[78]
- Премия Московской Хельсинкской группы (2022)[79]
- Медаль Уполномоченного по правам человека в Российской Федерации «Спешите делать добро» (2007)[80]
- Премия «Человек года» в номинации «Общественная деятельность» (2010, Федерация Еврейских общин России)[81]
- Премия ТЭФИ в номинации «Ведущий информационной программы» за программу «Подробности» на телеканале РТР (1995)[82]

## Документальные фильмы
- 2001 — Жаркий август 91 года
- 2002 — Футбольные войны
- 2003 — Штурм (о событиях октября 1993 года)
- 2005 — Цыплёнок жареный
- 2006 — Б. Н.
- 2010 — 13 месяцев Егора Гайдара
- 2015 — Душ
- 2016 — XX съезд. Годовщина
- 2016 — Обречённые. Наша гражданская война
- 2017 — Умереть вовремя
- 2018 — Не враги
- 2019 — Год после Сталина
- 2020 — Монархистка
- 2021 — Гетто[83]

## Сочинения
Книги
- Политика, женщины, футбол. — СПб.: Амфора, 2006. — 399 с. — ISBN 5-367-00167-X.
- Медведев (в соавторстве с женой Мариной Сванидзе). — СПб.: Амфора, 2008. — 329 с. — ISBN 978-5-367-00743-5
- Исторические хроники с Николаем Сванидзе. Кн. 14. 1951, 1952, 1953 (в соавторстве с женой Мариной Сванидзе). — СПб.: Амфора, 2014. — ISBN 978-5-367-03033-4.
- Собибор. Возвращение подвига Александра Печерского (в соавторстве с И. Ю. Васильевым). — М.: Эксмо, 2018. — 224 с. — ISBN 978-5-04-093888-9.
- Погибель Империи: Наша история. 1913—1940. Эйфория (в соавторстве с женой Мариной Сванидзе). — М.: АСТ, 2019. — 512 с. — ISBN 978-5-17-108896-5.
- Погибель Империи: Наша история. 1941—1964. На пике (в соавторстве с женой Мариной Сванидзе). — М.: АСТ, 2019. — 416 с. — ISBN 978-5-17-116783-7.
- Погибель империи: Наша история. 1965—1993. Похмелье (в соавторстве с женой Мариной Сванидзе). — М.: АСТ, 2019. — 464 с. — ISBN 978-5-17-119826-8.
- Погибель Империи: Наша история. 1918—1920. Гражданская война (в соавторстве с женой Мариной Сванидзе). — М.: АСТ, 2021. — 496 с. — ISBN 978-5-17-108897-2.

Статьи
- Во всей страшной наготе // Отечественные записки. — 2004. — № 5. — С. 156—159.
- Талантливо врать телезрителям я не умел и не умею // Журналист. — 2002. — № 4. — С. 26—29.

## Интервью
- Николай Сванидзе: «Власти приятнее иметь дело с назначаемой ею оппозицией»
- Николай Сванидзе и Лев Шлосберг: «Уроки Горбачёва» // ГражданинЪ TV. 4 сентября 2022.